# Samenstelling Belgische Senaat 1847-1848
De lijst van leden van de Belgische Senaat van 1847 tot 1848. De Senaat telde toen 54 zetels. Het nationale kiesstelsel was in die periode gebaseerd op cijnskiesrecht, volgens een systeem van een meerderheidsstelsel, gecombineerd met een districtenstelsel. Iedere Belg die ouder dan 25 jaar was en een bepaalde hoeveelheid cijns betaalde, kreeg stemrecht. Hierdoor was er een beperkt kiezerskorps.
De legislatuur liep van 9 november 1847 tot 24 mei 1848 en volgde uit de verkiezingen van 8 juni 1847. Bij deze verkiezingen werden 31 van de senatoren verkozen. Dit was het geval in de kieskringen Antwerpen, Mechelen, Turnhout, Brussel, Leuven, Nijvel, Kortrijk, Brugge, Tielt, Roeselare, Ieper, Veurne-Oostende-Diksmuide, Namen, Dinant, Philippeville, Aarlen-Bastenaken-Marche, Neufchâteau-Virton, Doornik, Charleroi, Sint-Niklaas en Luik.
Tijdens deze legislatuur was de liberale regering-Rogier I (augustus 1847 - september 1852) in functie.

## Samenstelling
| Fractie | Fractie     | Zetels |
| ------- | ----------- | ------ |
|         | Katholieken | 29     |
|         | Liberalen   | 25     |

## Lijst van de senatoren
| Senator                                   | Partij    | Aanduiding                   | Kieskring                | Opmerkingen        |
| ----------------------------------------- | --------- | ---------------------------- | ------------------------ | ------------------ |
| Théodore Teichmann                        | Katholiek | Rechtstreeks gekozen senator | Antwerpen                |                    |
| Joseph de Baillet                         | Katholiek | Rechtstreeks gekozen senator | Antwerpen                |                    |
| Hippolyte della Faille d'Huysse           | Katholiek | Rechtstreeks gekozen senator | Mechelen                 |                    |
| Charles-Joseph d'Ursel                    | Liberaal  | Rechtstreeks gekozen senator | Mechelen                 |                    |
| Ferdinand Philippe du Bois de Nevele      | Katholiek | Rechtstreeks gekozen senator | Turnhout                 |                    |
| François Dindal                           | Liberaal  | Rechtstreeks gekozen senator | Brussel                  |                    |
| Joseph Van Schoor                         | Liberaal  | Rechtstreeks gekozen senator | Brussel                  |                    |
| François-Jean Wyns de Raucourt            | Liberaal  | Rechtstreeks gekozen senator | Brussel                  |                    |
| Henri Stiellemans                         | Liberaal  | Rechtstreeks gekozen senator | Brussel                  |                    |
| André Van Muysen                          | Liberaal  | Rechtstreeks gekozen senator | Brussel                  |                    |
| Auguste d'Overschie de Neeryssche         | Katholiek | Rechtstreeks gekozen senator | Leuven                   |                    |
| Philippe de Wouters d'Oplinter            | Katholiek | Rechtstreeks gekozen senator | Leuven                   |                    |
| Théodore Mosselman du Chenoy              | Liberaal  | Rechtstreeks gekozen senator | Nijvel                   |                    |
| Charles Ferdinand de Macar                | Liberaal  | Rechtstreeks gekozen senator | Nijvel                   |                    |
| Jean-Marie de Pelichy van Huerne          | Katholiek | Rechtstreeks gekozen senator | Brugge                   |                    |
| Charles Van Woumen                        | Liberaal  | Rechtstreeks gekozen senator | Diksmuide                |                    |
| Philippe De Ridder                        | Katholiek | Rechtstreeks gekozen senator | Veurne-Oostende          |                    |
| Auguste de Jonghe d'Ardoye                | Katholiek | Rechtstreeks gekozen senator | Tielt                    | Quaestor.          |
| Eugène Marie van Hoobrouck de Mooreghem   | Katholiek | Rechtstreeks gekozen senator | Roeselare                | Secretaris.        |
| Félix Bethune                             | Katholiek | Rechtstreeks gekozen senator | Kortrijk                 |                    |
| Adolphe del Fosse et d'Espierres          | Katholiek | Rechtstreeks gekozen senator | Kortrijk                 |                    |
| Edouard Malou                             | Liberaal  | Rechtstreeks gekozen senator | Ieper                    |                    |
| Charles Rooman                            | Katholiek | Rechtstreeks gekozen senator | Eeklo                    |                    |
| Ferdinand d'Hoop                          | Katholiek | Rechtstreeks gekozen senator | Gent                     |                    |
| François Heyndericx                       | Katholiek | Rechtstreeks gekozen senator | Gent                     |                    |
| Franz Vergauwen                           | Liberaal  | Rechtstreeks gekozen senator | Gent                     |                    |
| Philippe Vilain XIIII                     | Katholiek | Rechtstreeks gekozen senator | Sint-Niklaas             | Ondervoorzitter.   |
| Jean Cassiers                             | Katholiek | Rechtstreeks gekozen senator | Sint-Niklaas             |                    |
| Prosper Christyn de Ribaucourt            | Katholiek | Rechtstreeks gekozen senator | Dendermonde              |                    |
| Charles Rodriguez d'Evora y Vega          | Katholiek | Rechtstreeks gekozen senator | Oudenaarde               | Secretaris.        |
| Jean-Baptiste Joseph d'Hane de Steenhuyse | Katholiek | Rechtstreeks gekozen senator | Aalst                    |                    |
| Charles d'Andelot                         | Liberaal  | Rechtstreeks gekozen senator | Aalst                    |                    |
| Dominique Siraut                          | Liberaal  | Rechtstreeks gekozen senator | Bergen                   |                    |
| Alexandre de Royer de Dour                | Liberaal  | Rechtstreeks gekozen senator | Bergen                   |                    |
| Alexandre Daminet                         | Liberaal  | Rechtstreeks gekozen senator | Zinnik                   |                    |
| Ghislain del Fosse et d'Espierres         | Liberaal  | Rechtstreeks gekozen senator | Doornik                  |                    |
| Augustin Dumon-Dumortier                  | Liberaal  | Rechtstreeks gekozen senator | Doornik                  | Ondervoorzitter.   |
| Edouard de Rouillé                        | Katholiek | Rechtstreeks gekozen senator | Aat                      | Quaestor.          |
| Charles de Bousies de Rouveroy            | Liberaal  | Rechtstreeks gekozen senator | Thuin                    |                    |
| Sylvain Pirmez                            | Liberaal  | Rechtstreeks gekozen senator | Charleroi                |                    |
| François-Philippe de Haussy               | Liberaal  | Rechtstreeks gekozen senator | Charleroi                |                    |
| Joseph-Louis de Waha                      | Liberaal  | Rechtstreeks gekozen senator | Luik                     |                    |
| Hyacinthe de Chestret                     | Liberaal  | Rechtstreeks gekozen senator | Luik                     |                    |
| Joseph de Potesta                         | Liberaal  | Rechtstreeks gekozen senator | Luik                     |                    |
| Hippolyte de Baré de Comogne              | Katholiek | Rechtstreeks gekozen senator | Hoei                     | Secretaris.        |
| Louis-Joseph de Renesse                   | Liberaal  | Rechtstreeks gekozen senator | Borgworm                 | Secretaris.        |
| Albert Rutten                             | Liberaal  | Rechtstreeks gekozen senator | Verviers                 |                    |
| Pierre de Schiervel                       | Katholiek | Rechtstreeks gekozen senator | Hasselt                  | Senaatsvoorzitter. |
| Guillaume d'Arschot Schoonhoven           | Katholiek | Rechtstreeks gekozen senator | Tongeren-Maaseik         |                    |
| Emmanuel Coppens                          | Katholiek | Rechtstreeks gekozen senator | Aarlen-Bastenaken-Marche |                    |
| Camille de Briey                          | Katholiek | Rechtstreeks gekozen senator | Neufchâteau-Virton       |                    |
| Perpète du Pont d'Ahérée                  | Katholiek | Rechtstreeks gekozen senator | Dinant                   |                    |
| Pierre-Charles Desmanet de Biesme         | Katholiek | Rechtstreeks gekozen senator | Namen                    |                    |
| Louis de Cartier d'Yves                   | Katholiek | Rechtstreeks gekozen senator | Philippeville            |                    |